# Matthew Greywolf

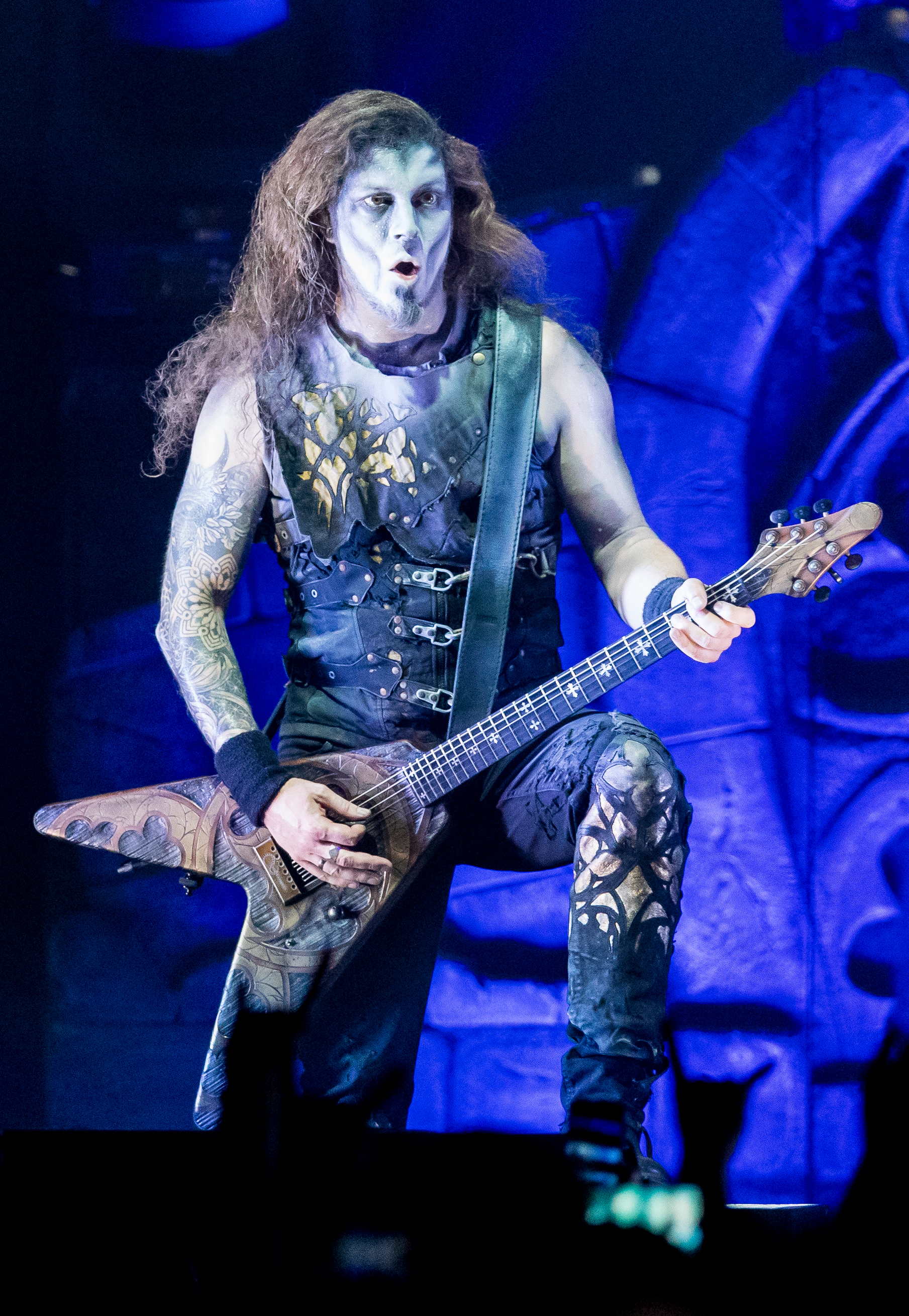
Buss als Matthew Greywolf (2019)

Benjamin Buss (* 7. Oktober 1977 in Wadgassen) ist ein deutscher Musiker und Songwriter. Er ist Gitarrist der Metal-Band Powerwolf und verkörpert die Figur Matthew Greywolf.

## Karriere
1994 war er Mitbegründer der Band Flowing Tears & Withered Flowers, die sich 1999 in Flowing Tears umbenannte. Er war Gitarrist und Keyboarder der Band. 1995 gründete er zusammen mit seinem Schulkameraden Pascal Flach die Band Red Aim.
Zusammen mit David Vogt gründete er 2003 die Band Powerwolf. Er ist der Hauptsongwriter und gibt für die Band die meisten Interviews. Er erstellt auch das Artwork und die Layouts für die meisten ihrer Alben.

## Diskografie

### Powerwolf
- 2005: Return in Bloodred
- 2007: Lupus Dei
- 2009: Bible of the Beast
- 2011: Blood of the Saints
- 2013: Preachers of the Night
- 2015: Blessed & Possessed
- 2018: The Sacrament of Sin
- 2019: Metallum Nostrum
- 2021: Call of the Wild
- 2024: Wake Up the Wicked

### Flowing Tears
- 1996: Swansongs
- 1998: Joy Parade
- 1999: Swallow (EP)
- 2000: Jade
- 2002: Serpentine
- 2004: Razorbliss
- 2007: Invanity
- 2008: Thy Kingdome Gone

### Red Aim
- 1996: Sinai Jam
- 1998: Orange
- 1999: Call Me Tiger
- 2000: The Aprilfuckers (EP)
- 2001: Saartanic Cluttydogs
- 2002: Flesh for Fantasy
- 2003: Niagara